# Xinwan (sockenhuvudort i Kina, Jiangxi Sheng, lat 29,19, long 114,45)
Xinwan är en sockenhuvudort i Kina. Den ligger i provinsen Jiangxi, i den sydöstra delen av landet, omkring 150 kilometer väster om provinshuvudstaden Nanchang. Antalet invånare är 9 845. Befolkningen består av 4 960 kvinnor och 4 885 män. Barn under 15 år utgör 24,0 %, vuxna 15-64 år 65 %, och äldre över 65 år 9,0 %.
Runt Xinwan är det ganska tätbefolkat, med 160 invånare per kvadratkilometer. Närmaste större samhälle är Ma'ao, 19,6 km sydväst om Xinwan. I omgivningarna runt Xinwan växer i huvudsak blandskog.
Genomsnittlig årsnederbörd är 2 238 millimeter. Den regnigaste månaden är maj, med i genomsnitt 386 mm nederbörd, och den torraste är januari, med 46 mm nederbörd.